# سورن آیوازیان (نویسنده)
سورن باخشی آیوازیان (ارمنی: Սուրեն Բախշիի Այվազյան؛ انگلیسی: Suren Ayvazyan زادهٔ ۹ ژانویهٔ ۱۹۱۵ - درگذشته ۲۰ مهٔ ۱۹۸۱)، رمان‌نویس، شاعر و روزنامه‌نگار اهل ارمنستان بود.

## زندگی‌نامه
وی در ۹ ژانویهٔ ۱۹۱۵ در روستای خندزورسک، منطقه گوریس به دنیا آمد و در رشته علوم پرورشی در گوریس تحصیل نمود. در سال ۱۹۴۲ در رشته زبان و ادبیات ارمنی از دانشگاه دولتی باکو فارغ‌التحصیل شد. در جریان جنگ جهانی دوم در ارتش سرخ در رسته‌های مختلف خدمت نمود. بین سال‌های ۱۹۴۵ تا ۱۹۵۲ به عنوان روزنامه‌نگار با روزنامه ارمنی‌زبان کمونیست (Komunist) چاپ باکو همکاری نمود. در سال ۱۹۵۳ به صورت دایمی در ایروان سکونت گزید. وی در ۲۰ مهٔ ۱۹۸۱ در سن ۶۶ سالگی در ایروان درگذشت.

## نگارخانه

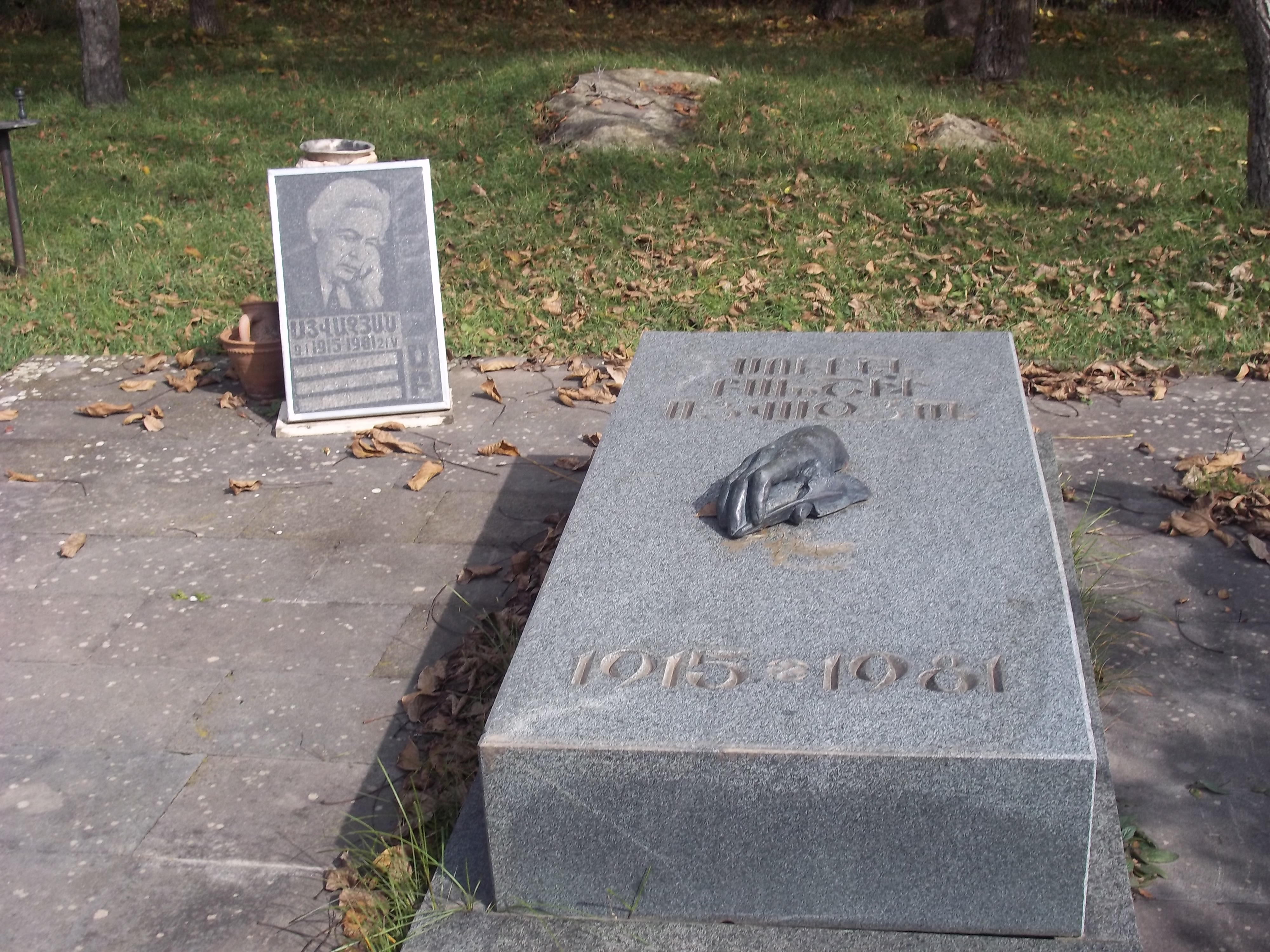